# Dribbling (videogioco 1992)
Dribbling, sottotitolato Calcio Serie A 1992-93 nella schermata introduttiva su Amiga, è un videogioco di calcio pubblicato nel 1992-1993 per Amiga e Commodore 64 dalla Idea. Il gioco è con visuale dall'alto e segue lo stile di Kick Off, all'epoca un punto di riferimento del genere. Squadre e calciatori sono basati sulla Serie A 1992-1993 del campionato italiano.
Dribbling uscì con notevole ritardo rispetto al suo annuncio, avvenuto nel 1991. Nel frattempo la Idea, a metà 1992, pubblicò Championship of Europe, basato sulle squadre europee. L'aspetto di Dribbling è praticamente lo stesso di Championship of Europe, con varie aggiunte e migliorie, ma con risultati comunque ordinari.

## Modalità di gioco
Si può giocare una partita singola o un intero campionato, con le 18 squadre della vera serie A dell'epoca, inclusi i veri calciatori, anche se non sempre aggiornati. Il campionato in corso può essere salvato. Si può impostare la durata reale della partita e le condizioni del terreno, che può essere bagnato o innevato. Il campo è mostrato dall'alto, con orientamento in verticale e scorrimento in tutte le direzioni. Possono partecipare due giocatori in simultanea, ma soltanto come avversari.
Si controlla un calciatore alla volta selezionato automaticamente, mentre i portieri sono controllati dal computer. Quando si ha la palla, questa rimane attaccata al piede del calciatore solo brevemente, poi viene rilanciata un po' in avanti, e in questi momenti i bruschi cambi di direzione possono farla perdere. Ai tiri può essere dato l'effetto per curvare la traiettoria, mentre i passaggi vengono direzionati automaticamente verso un compagno di squadra. Colpi di testa o rovesciate avvengono in automatico se necessari. Quando non si ha la palla si possono effettuare le scivolate e sono possibili i falli.
La visuale del campo occupa tutto lo schermo e le informazioni come il tempo trascorso compaiono in sovraimpressione. Su Amiga vengono mostrati anche una minimappa trasparente dell'intero campo e i nomi dei calciatori attualmente coinvolti nell'azione. Su Commodore 64 compaiono solo le informazioni di base e soltanto a gioco fermo.
Prima di ogni partita c'è una sezione tattica. Su Commodore 64 si possono visualizzare i livelli di varie abilità per ciascun membro della squadra e assegnare ogni calciatore a difesa, centro, attacco o riserve; per ciascuno inoltre si può scegliere se farlo marcare a zona o a uomo, e nel secondo caso anche scegliere quale avversario marcare.
Su Amiga invece i calciatori, rappresentati sullo schema del campo da magliette numerate, si possono spostare liberamente sullo schema scegliendo la loro posizione iniziale esatta.
A fine partita i dettagli su tutte le partite della giornata di campionato sono visualizzabili su un giornale che imita La Gazzetta dello Sport. Su Amiga appare anche un annunciatore televisivo animato che presenta le azioni dei gol.